# Sarit Hadad
Sarit Hadad (ebraico: שרית חדד), pseudonimo di Sarah Hudadatov (שרה חודדטוב) (Afula, 20 settembre 1978) è una cantante israeliana.

## Biografia
Proveniente da una famiglia di musicisti di origini juhuro, ad otto anni inizia a suonare il pianoforte all'insaputa dei propri stessi genitori che lo scopriranno solo due anni più tardi. Più o meno nello stesso periodo impara a suonare altri strumenti tra cui la chitarra, l'organo e il Darabouka.
A quindici anni entra a far parte della banda giovanile di Hadera aprendosi così la carriera da solista.
Le sue canzoni più importanti e famose sono Shmà Israel e Light a Candle con cui ha rappresentato Israele all'Eurovision Song Contest 2002 arrivando in dodicesima posizione. Tra gli altri brani che ha interpretato risulta anche una versione in lingua ebraica della canzone In assenza di te, portata al successo da Laura Pausini, il cui titolo in ebraico è Ha-ezev Betochi.
Hadad non si esibisce di Shabbat e durante le Festività ebraiche, tranne quando si esibì all'Eurovision Song Contest 2002, sabato 25 maggio del 2002.
Nel Luglio 2007, Madonna ha affermato di essere una sua fan.
Sarit Hadad canta in diverse lingue, tra cui: francese, inglese, arabo, georgiano, circasso, bulgaro, turco, greco ed ebraico. Lei è stata la prima artista israeliana ad esibirsi (professionalmente) in Giordania.

## Discografía
- 2015 - שרית חדד ("Sarit Hadad")
- 2013 - ימים של שמחה ("Giorni di gioia")
- 2011 - 20
- 2009 - מירוץ החיים ("La gara della vita")
- 2008 - האוסף השקט ("The Smooth Collection - Brani Lenti")
- 2008 - האוסף הקצבי ("The Beat Collection - Brani Dance")
- 2007 - זה ששומר עליי ("Colui che mi protegge")
- 2005 - מיס מיוזיק ("Miss Music")
- 2004 - חגיגה ("Celebrazione")
- 2003 - רק אהבה תביא אהבה ("Solo l'amore porta amore")
- ילדה של אהבה – 2002 ("La bambina dell'amore")
- אשליות מתוקות – 2001 ("Dolci illusioni")
- לעשות מה שבא לי – 2000 ("Faccio ciò che desidero")
- הופעה חיה בהיכל התרבות – 1999 ("Live in Heychal Hatarbut)
- כמו סינדרלה – 1999 ("Come Cenerentola")
- חוק החיים – 1998 ("Legge di vita")
- בערבית – 1997 ("In arabo")
- הדרך שבחרתי – 1997 ("La strada che ho scelto")
- הופעה חיה צרפת – 1996 ("Live in Francia)
- ניצוץ החיים - 1995 ("La scintilla della vita")